# Niedźwiedzkie (Ełk)
Pour les articles homonymes, voir Niedźwiedzkie.
Niedźwiedzkie est un village polonais de la gmina de Prostki, dans le powiat d'Ełk, voïvodie de Varmie-Mazurie, au nord-est du pays.
Il est situé à environ 10 km au sud d'Ełk et à 125 km à l'est de la capitale régionale Olsztyn.